# Santiago del Estero (tỉnh)
Santiago del Estero (phát âm tiếng Tây Ban Nha: [santjaɣo Del esteɾo]) là một tỉnh của Argentina, tọa lạc ở phía bắc của đất nước.Các tỉnh giáp ranh tỉnh này từ phía bắc theo chiều kim đồng hồ gồm: Salta, Chaco, Santa Fe, Córdoba, Catamarca và Tucuman.

## Liên kết
- Historia de Santiago del Estero
- Official site: Santiago del Estero Province (in Spanish)
- Santiago del Estero Lưu trữ ngày 14 tháng 10 năm 2006 tại Wayback Machine Culture, art, myths: năm Spanish.